# Andrzej Jarosiewicz (lekkoatleta)
Andrzej Jarosiewicz (ur. 3 lutego 1948) – polski lekkoatleta, mistrz i reprezentant Polski w biegach długich.

## Kariera sportowa
Był zawodnikiem Wawelu Kraków.
Na mistrzostwach Polski seniorów wywalczył siedem medali, w tym trzy złote (w biegu na 10 000 m w 1978, w biegu na 20 km w 1977 i 1980), trzy srebrne w biegach przełajowych (w 1975 na 8 km, w 1977 na 6 km i w 1978 na 12 km oraz brązowy medal w maratonie w 1978. 
W latach 1975–1978 wystąpił w 4 meczach międzypaństwowych (bez zwycięstw indywidualnych).
Rekordy życiowe:
- 3000 m: 7:55,6 (28.05.1975)
- 5000 m: 13:43,8 (20.09.1975)
- 10000 m: 28:43,67 (9.07.1978)
- maraton: 2:14:52 (20.08.1978)